# Benito Domínguez Casanova
Benito Domínguez (San Miguel de Abona, 13 d'octubre de 1979) és un futbolista canari, que juga de migcampista.
Es va formar a les categories inferiors del CD Tenerife, però tan sols va jugar un partit de lliga amb el primer equip, per a la temporada 97/98.
Posteriorment, la seua carrera s'ha orientat cap a equips canaris de divisions inferiors, com el San Miguel, el San Isidro o el Marino.